# 페루 공화국 의회
페루 공화국 의회(스페인어: Congreso de la República)는 페루의 입법권을 행사하는 단원제 기관이다. 페루 헌법의 탄핵 문구가 광범위하게 해석되어 있기 때문에 페루의 대통령은 이유 없이 의회에서 해임될 수 있으며 사실상 입법부가 행정부보다 더 강력해진다. 페루 헌법 해석을 담당하고 그 구성원이 의회에서 직접 선출되는 기관인 페루 헌법 재판소의 2023년 2월 판결에 따라, 입법 기관에 대한 사법 감독도 법원에서 폐지되어 본질적으로 의회에 절대적인 통제권을 부여했다. 2021년 페루 총선 이후 우익 정당이 의회에서 과반수를 차지했다. 의회에서 가장 큰 좌파 정당인 자유 페루(Free Peru)는 이후 제도적 힘으로 인해 의회 내 보수파 및 후지모리당과 협력하게 되었다.

## 같이 보기
- 페루의 정치